# Casa Anchieta
La Casa Anchieta es un edificio en San Cristóbal de La Laguna, Tenerife, Islas Canarias. Construido originalmente en el siglo XVI, el edificio actual data del siglo XVII con modificaciones del siglo XIX. Fue la casa de la infancia de San José de Anchieta, de quien toma el nombre. El edificio fue rehabilitado de 2021 a 2024 con el objetivo de convertirlo en museo y centro de interpretación sobre este santo canario.

## Historia
La casa lleva el nombre de José de Anchieta, que nació en San Cristóbal de La Laguna en 1534, y residió en el edificio cuando estuvo en Tenerife, antes de ir a Brasil como misionero jesuita.

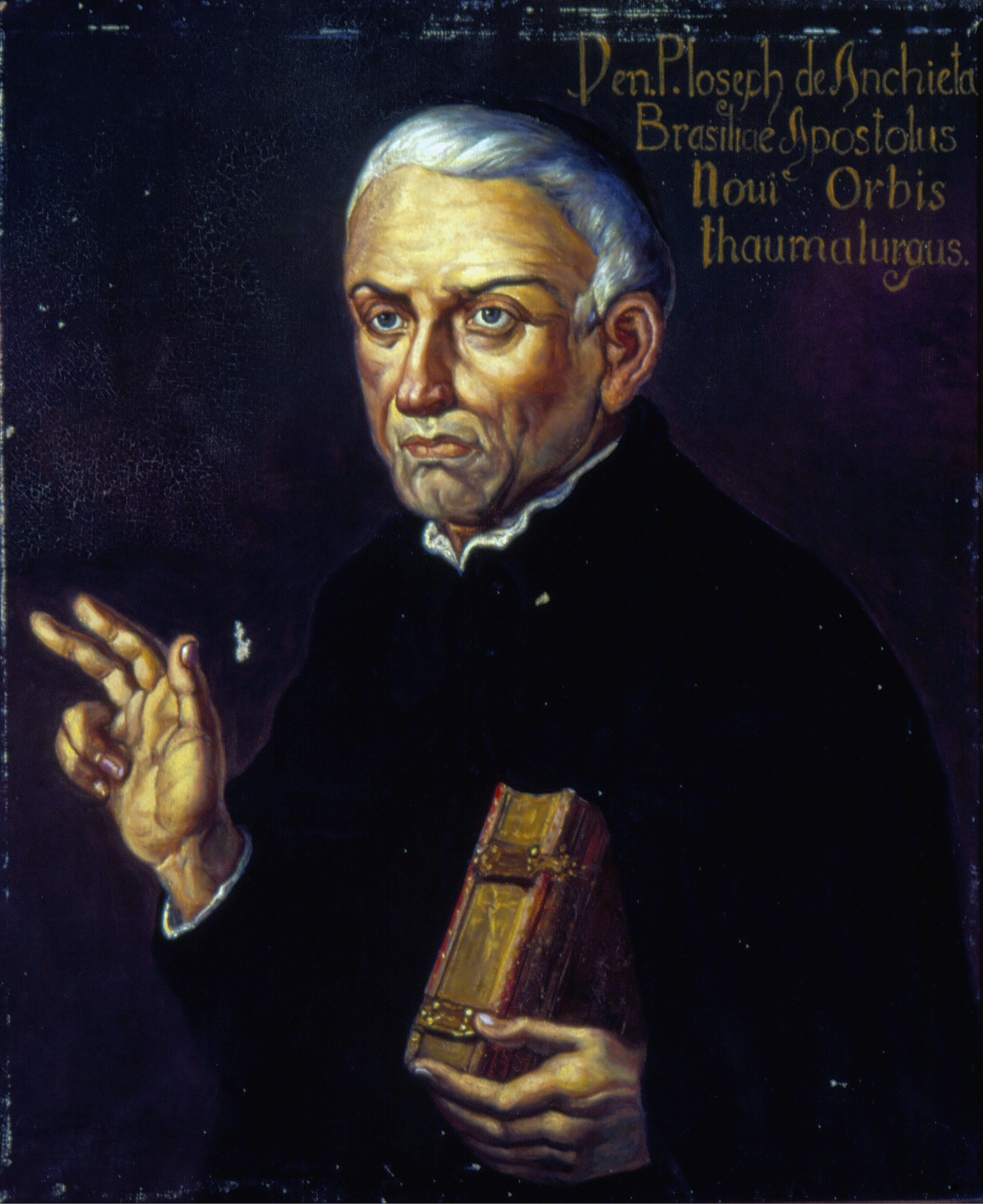
San José de Anchieta, misionero jesuita, santo, lingüista, literato, médico, arquitecto, ingeniero, humanista y poeta.

El sitio se utilizó inicialmente como escuela primaria a principios del siglo XVI, que se convirtió en una casa unifamiliar. Originalmente fue propiedad de Nuño Pérez. A su muerte, la propiedad pasó a su viuda Mencía Díaz de Clavijo y su posterior esposo Juan de Anchieta, capitán y notario público, que eran padres de José de Anchieta. Si bien José de Anchieta no nació en la casa, vivió en ella durante los primeros 14 años de su vida.
El edificio actual fue construido sobre el original, en el siglo XVII por Diego Benítez de Anchieta. Fue significativamente renovado en el siglo XIX, con la fachada principal remodelada en 1905. También fue la residencia del poeta Manuel Verdugo Bartlett, el Colegio Mayor Femenino "Virgen de la Candelaria" se ubicó en el edificio en 1962, y la Escuela de Actores de Canarias estuvo ubicada en el edificio hasta 1987.
Fue inscrito como Bien de Interés Cultural el 14 de marzo de 1986 por el Decreto 50/1986.
El edificio fue rehabilitado en 2002-05 por el Ayuntamiento de La Laguna con el objetivo de crear un museo en el edificio. Posteriormente sufrió una pequeña restauración en 2006 para albergar temporalmente la sede del Obispado de Tenerife tras un incendio en el Palacio de Salazar hasta que ese edificio fue restaurado. A partir de 2007 quedó abandonado y sin uso, salvo que en 2015 se utilizó brevemente para almacenar parte del archivo municipal hasta que se detectaron problemas en enero de 2016.

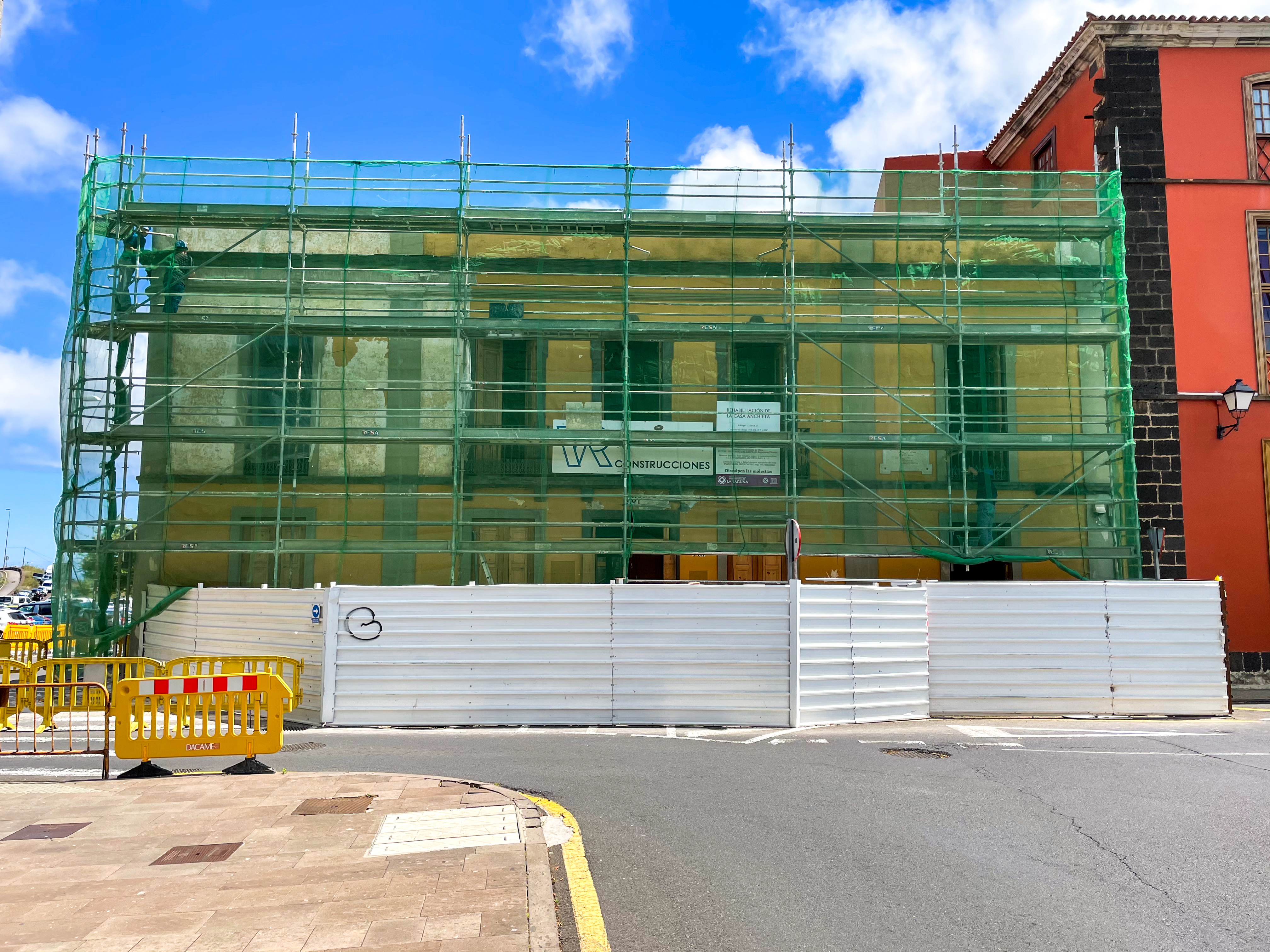
Restauración del edificio en 2021.

En 2020 se anunció que se realizaría una remodelación para convertirlo en museo y centro de interpretación centrado en la figura de José de Anchieta. La obra de restauración tendría una duración de 7 meses ―si bien se prolongó― y costaría 710.000 €. Incluyó hacer el edificio accesible para personas con discapacidad, con baños en cada piso y la instalación de un ascensor. Se eliminó la humedad que ha sufrido el edificio y se revisó la distribución interior para restaurar una distribución más original. Los trabajos comenzaron en 2021 y finalizaron, tras varios retrasos, en 2024.

## Descripción

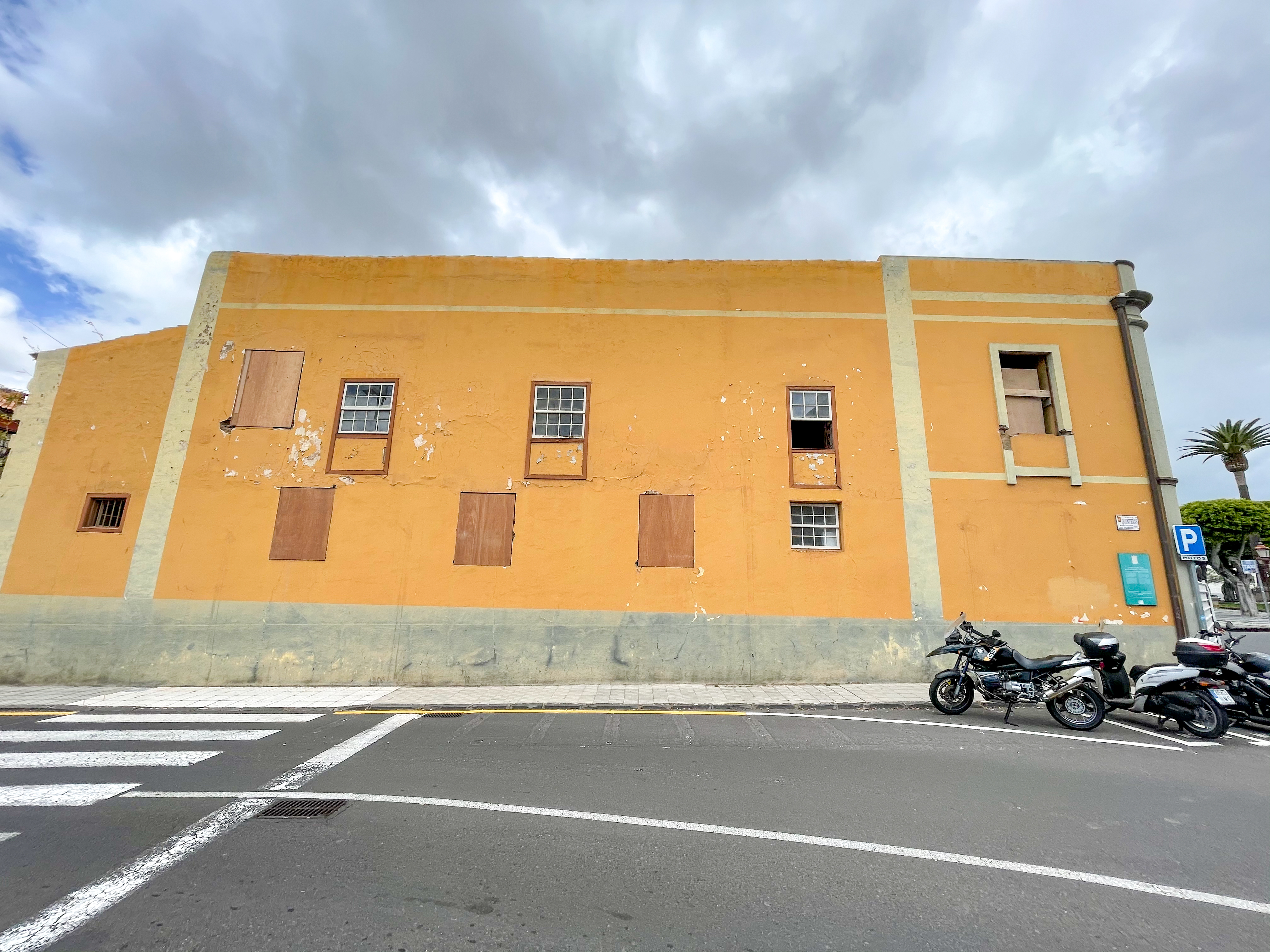
Fachada lateral en 2021.

El edificio neoclásico tiene dos plantas con techo de tejas. Tiene un patio central con escaleras a un lado. Tiene forma trapezoidal y tiene tres fachadas, la principal de las cuales (así como las salas más importantes) da a la Plaza del Adelantado. La fachada frontal, originalmente asimétrica, fue remodelada en 1905 por Mariano Estanga y ahora es simétrica con un balcón central. La puerta principal y las puertas del balcón están revestidas con piedra. Los alambiques de puertas y ventanas están hechos de balaustradas de hierro. La fachada lateral da a la calle Las Quinteras, mientras que la trasera da a una pequeña plaza que solía albergar la huerta del edificio, este espacio se llama actualmente Plaza Mencia Díaz de Clavijo, en honor a la madre de San José de Anchieta.
El interior se modificó en los siglos XIX y XX, pero se pueden ver elementos de los siglos XVI y XVII en las paredes, el techo, las cerchas y en el patio central y la bodega.